# 996 Hilaritas
A 996 Hilaritas (ideiglenes jelöléssel 1923 NM) a Naprendszer kisbolygóövében található aszteroida. Johann Palisa fedezte fel 1923. március 21-én, Bécsben.